# Flesquières

Flesquières este o comună în departamentul Nord, Franța. În 1 ianuarie 2022 avea o populație de 269 de locuitori.